# クロホシマンジュウダイ属
クロホシマンジュウダイ属 (Scatophagus) は、クロホシマンジュウダイ科の下位分類群の1つ。インド太平洋に分布する。

## 分類
1766年にカール・フォン・リンネによってインドから記載され、後にタイプ種に指定されたChaetodon argusとともに、1831年にフランスの動物学者であるジョルジュ・キュヴィエによって初めて正式に属として記載された。属名は「skatos(糞)」と「phaga(食べる)」の合成語である。糞を食べる種がいることに由来するといわれるが、この行動は実際には観察されていない。

## 下位分類
2種が分類されている。
- クロホシマンジュウダイ Scatophagus argus (Linnaeus, 1766) (Spotted scat)
- Scatophagus tetracanthus (Lacépède, 1802) (African scat)

イタリア北部のモンテ・ボルカにおいて、始新世中期のテチス海の地層から発見された Eoscatophagus frontalis Tyler & Sorbini, 1999 は、かつて本属に分類されていた。

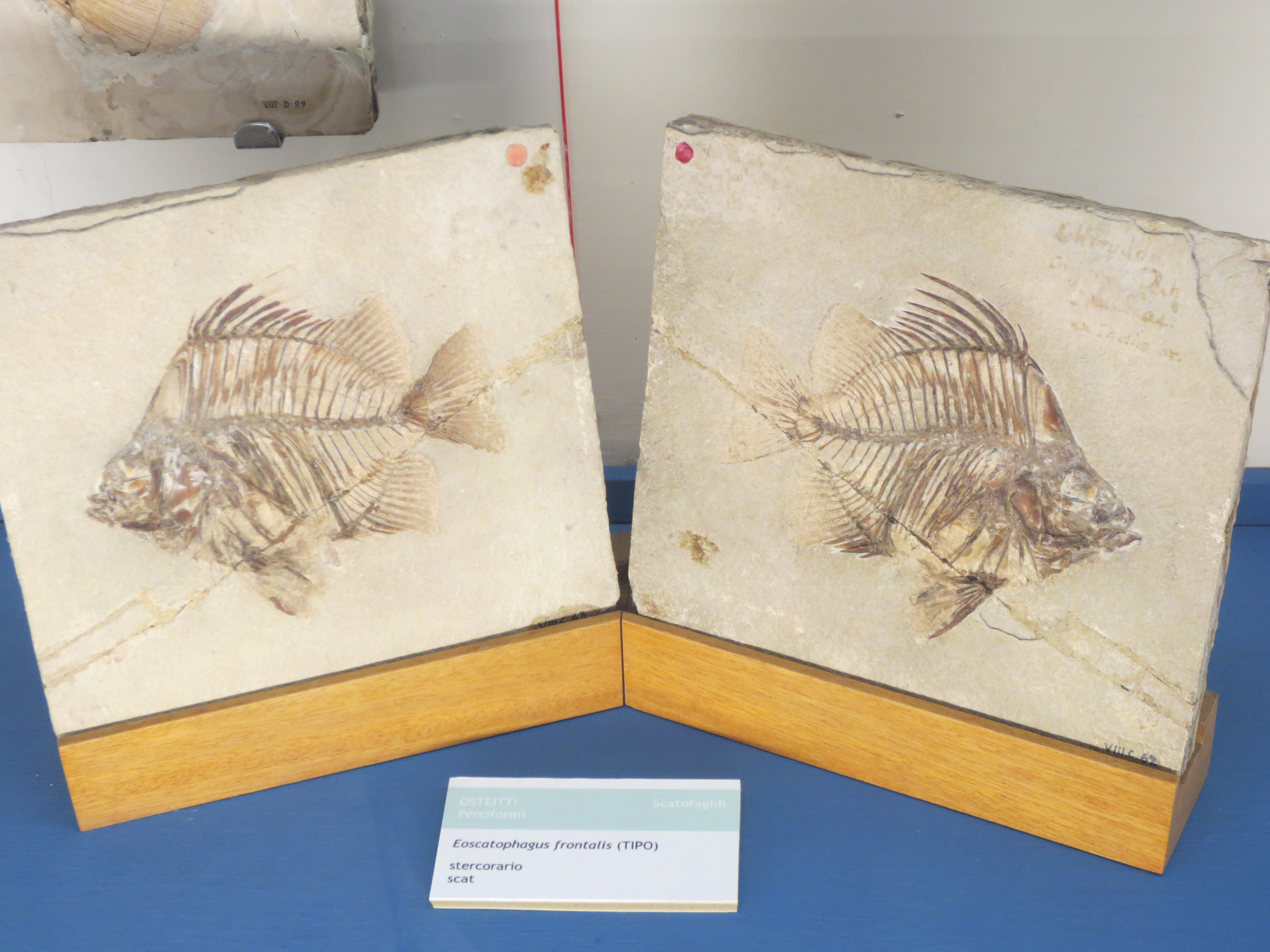
Eoscatophagus frontalis の化石。イタリアの博物館で展示されている。

## 形態
体は強く側扁した長方形で、頭部背側の輪郭は急に上昇しており、吻部は丸い。口は小さく水平で、小さな剛毛のような歯が数列並んでいる。口蓋に歯は無い。背鰭は11 - 12棘と16 - 18軟条から成り、棘は平らに横たわっており、棘条部と軟条部の間には深い切り込みがある。臀鰭は4棘と13 - 16軟条から成り、胸鰭は小さく、16 - 17条から成る。尾鰭は截形か、弱く湾入し、幼魚では丸い。頭と体は小さな鱗で覆われており、背鰭と臀鰭の軟条部分に達する。鰓蓋骨には棘や鋸歯は無い。体色は銀色または緑がかった色で、暗色の斑点や帯が入る。S. tetracanthusは全長30 cm、クロホシマンジュウダイは全長38 cm。

## 分布と生態
東アフリカの海岸から東は西太平洋、北は日本、南はオーストラリア、東はソシエテ諸島までのインド太平洋に分布する。クロホシマンジュウダイはマルタ沖に移入しており、フロリダ沖でも時折記録される。汽水域や河川など、沿岸部の保護された場所に生息する。小型無脊椎動物、デトリタス、藻類など様々なものを食べる雑食性。背鰭棘には毒腺があり、刺されるとひどく痛み、痛みは数時間続く場合もある。

## 人との関わり
刺網や罠を使って捕獲され、生または塩漬けで販売される。香港の活魚市場で売られており、伝統的な中国医学でも使用される。観賞魚としても取引される。